# 野元空
野元 空（のもと そら、1997年11月9日 - ）は、日本の女優、歌手、ダンサー。鹿児島県出身。ダンス＆ボーカルグループ・フェアリーズの元メンバー。アイドルグループaminiのメンバー。

## 略歴
2011年、ダンス＆ボーカルグループ「フェアリーズ」としてメジャーデビュー。グループ内では歌とダンスのほか、ラップを担当した。
2015年11月18日に発売されたフェアリーズのシングル『Mr.Platonic』の野元空ver.に初ソロ曲「Commander」を収録。
2020年、所属事務所との契約を終了。グループを脱退し、個人で芸能活動を行う。同年6月19日にInstagram、Twitter、翌月2日にはTikTok、5日にSHOWROOM、同年12月にStyleHintのアカウントを開設。2021年3月21日noteにてブログを開始した。
2022年よりASOBISYSTEM所属。
2024年12月31日をもって、ASOBISYSTEMを退所した事をSNSで報告。
2025年5月6日、アイドルグループaminiへの加入を発表。

## 人物
メンバーの林田真尋と「そらまひ」というコンビ名で組んでいる。
まだデビューする前の2008年（平成20年）12月には、鹿児島市にあるダンス教室・Street Dance True's（）でストリートダンスを習う者同士の小学生4人で、海外行きを目標にダンスチーム「LAXYS」を結成。メンバーの中には、後にストリートダンス世界チャンピオンの座に何度も輝いた加藤有紀もいた。キッズダンサーとして、2009年（平成21年）8月2日に川崎市で行われたUK B-Boy Championshipsキッズ部門日本代表決定戦で栄冠を掴み、同年10月にはイギリスのロンドンで行われたUK B-Boy Championships世界大会に、大人に交じって出場した。

## 出演

### 舞台
- 平成時代劇 片肌☆倶利伽羅紋紋一座「ざ☆くりもん」二○一七年『吉原端唄』（2017年1月3日 - 9日、シアターグリーンBASE THEATER） - 主演・葛城 役[6]
- 平成時代劇 片肌☆倶利伽羅紋紋一座「ざ☆くりもん」二○一七年『冥途遊山』（2017年1月3日 - 9日、BIG TREE THEATER）※往来キャスト出演[7]
- Candy House（2017年8月1日 - 6日、サンモールスタジオ、演出：原将明） - 徳永更紗 役[8]
- ダレンジャーズ（2018年4月25日 - 30日、築地ブディストホール、脚本・演出：江戸川崇(カラスカ)）※29日日替わりゲスト出演[9]
- 刀屋壱 結成10周年企画 第3弾 第7回殺陣イベント「界 ～Kai～」（2018年5月12日・13日、中目黒トライ） - 服部花子 役 ※12日にゲスト出演
- Music Theater「Express」（2018年7月5日・6日、めぐろパーシモンホール大ホール、脚本・演出：吉田武寛(LIPS*S, ILLUMINUS)） - キャスケット 役[10]
- 二人芝居「関口と○○の女」Vol.２（2018年11月18日、SARAVAH東京、脚本・演出：ジェントル）※第三夜「未来型ロボットの女」出演[11]
- ネーチャンズ☆8（2019年2月19日 - 24日、築地ブディストホール、脚本・演出：江戸川崇(カラスカ)） - 石本晶 役[12]
- 月夜に舞い上がる桜（2019年9月7日 - 16日、シアターグリーン、演出：鄭光誠） - 心羽（あいは） 役[13][14]
- 春の陽だまりの如し（2020年9月25日 - 27日、シアター1010、演出：加藤光大） - 凛 役[15]
- パニッシュメントクレイン（2020年10月29日 - 11月1日、アトリエファンファーレ高円寺、演出：加藤光大）※10月31日に特別出演[16]
- 苦闘のラブリーローバー（2020年12月9日 - 13日、赤坂RED/THEATER、演出：佐野瑞樹） - 菜月 役[17]
- 梅棒 11th STAGE「ラヴ・ミー・ドゥー!!」（2021年2月19日 - 28日、東京・サンシャイン劇場 / 3月6日・7日、名古屋・ウインクあいち / 3月11日 - 14日、大阪・COOL JAPAN PARK OSAKA TTホール、演出：伊藤今人） - アンナ 役[18][19]
- 100点un・チョイス！第13回公演「ヒロイン」（2021年4月21日 - 28日、シアターサンモール、演出：相馬あこ） - 麻有 役[20] ※28日公演が中止、無観客配信公演へ[21]
- サイキック学園〜青春超能力バトル〜（2021年5月12日 - 16日、東京・こくみん共済 coop ホール(全労済ホール)/スペース・ゼロ / 5月22日・23日、石川・石川県こまつ芸術劇場うらら、脚本・演出：加藤光大） - 人の愚痴伝えるちゃん 役[22]
- ピウス「アサルトリリィ 御台場女学校編 The Singular Ability」（2021年8月20日 - 29日、新宿・紀伊國屋ホール） - 司馬燈 役[23]
- #48:WITCH III 星降る夢と13人の魔女（2023年5月6日 - 13日、シアターサンモール） - バイオレット 役
- サナダイレブン（2023年6月9日 - 18日、吉祥寺シアター） - 徳川家康/ユキ 役（日替わり）
- アサルトリリィ「リリィコレクション 2023 御台場女学校 with 私立ルドビコ女学院」（2023年8月26、27日、大手町三井ホール） - 司馬燈 役
- あゝ青春の血は燃ゆる（2023年9月14日 - 18日、新宿村LIVE）
- T-gene stage「コトの葉[24]」（2024年1月18日 - 28日、すみだパークシアター倉） - 渡邊メイ 役
- ピウス「アサルトリリィ・御台場女学校-The Snowdrop-」（2024年8月1日 - 11日、紀伊國屋サザンシアター TAKASHIMAYA） - 司馬燈 役
- RUN TO YOU（2024年8月31日・9月1日、ウインクあいち / 9月5日 - 8日、COOL JAPAN PARK OSAKA TTホール / 9月12日 - 16日、品川プリンスホテル ステラボール）[25]
- mucho produce vol.2 舞台「悲しい時には羊のうたを」（2025年2月14日 - 23日、新宿村LIVE）[26]
- 朗読劇「放課後に星はみえるか」（2025年2月24日、CBGKシブゲキ!!） - 早乙女珠朞 役[27][28]
- あゝ青春の血は燃ゆる2025（2025年8月14日 - 17日、テアトルBONBON） - 西玲奈 役[29]

### 映画
- ファンファーレ（2023年11月17日） - 主演・須藤玲 役（水上京香とダブル主演）[30]

### イベント
- スーパーファンタジー Vol.2 #2『林田真尋＆野元空トークショー』（2017年3月20日、フジさんのヨコ）[31]
- スーパーファンタジー Vol.10 #2『そらまひ 秋の大運動会』（2017年9月9日、フジさんのヨコ）[32]
- レジスタンスイレブン～クリスマスを守り抜け～（2018年12月8日・9日、コフレリオ新宿シアター）※Girls's day2日間3公演出演[33]
- レジスタンスイレブン～集いはサクラの樹の下で～（2019年4月5日 - 14日、上野ストアハウス）[34]
- TOY BOX Vol.4（2019年4月11日、吉祥寺CLUB SEATA） - MC・ダンサーとして出演

### インターネット放送
- 〇〇ハコ研究所 第28・29回（2021年3月21日・27日、Beat Vision） - ゲスト出演[35]

### DVD
- UK B-BOY CHAMPIONSHIPS 2009〜WORLD FINALS〜（2010年4月7日、日本コロムビア）[36]
- 舞台「月夜に舞い上がる桜」（2020年4月、株式会社ヴァカーエンターテインメント）[37]
- 舞台「春の陽だまりの如し」（2021年2月、合同会社otonapro）[38]
- 舞台「苦闘のラブリーローバー」（2021年6月、シザーブリッツ）[39]

### 映像
- 第2回アイアム野田映画祭出品作品 ショートムービー「Ramen&Curry」（2020年10月31日）
- Droptokyoスペシャルムービー「Vivienne Westwood バーチャルショップ編」（2020年12月5日）[40]
- 短編映画「kir」（2021年4月24日）
- 30S（2023年8月11日）

## 書籍

### 写真集
- SN1109（2017年11月27日、ワニブックス）ISBN 978-4-8470-4973-6